# Publio López Mondéjar
Publio López Mondéjar (Casasimarro, Cuenca, 1946) es un fotógrafo, fotohistoriador, periodista y académico de la Real Academia de Bellas Artes de San Fernando. Es actualmente el fotohistoriador español que goza de mayor reconocimiento en su trayectoria profesional y uno de los primeros historiadores de la fotografía en España. Lucha por conseguir un centro de investigación y un museo, en España, para la fotografía.

## Obras
- La fotografía como fuente de memoria. (2008) Lunwerg ISBN 84-9785-464-0
- La huella de la mirada. (2005) Lunwerg ISBN 84-9785-150-1
- Historia de la fotografía en España : fotografía y sociedad desde sus orígenes hasta el siglo XXI. (2005) Lunwerg. ISBN 84-9785-192-7 y ISBN 84-9785-254-0
- 150 años de fotografía en España. (2002) Lunwerg ,ISBN 84-7782-806-7
- Alfonso : cincuenta años de historia de España. (2002) Lunwerg , ISBN 84-7782-922-5
- Luis Escobar: fotógrafo de un pueblo. Lunwerg, 2001. ISBN 84-7782-775-3
- Madrid, laberinto de memorias: (cien años de fotografía, 1839-1936). Lunwerg, 1999. ISBN 84-7782-556-4
- 150 años de fotografía en España. Lunwerg, 1999. ISBN 84-7782-660-9
- Historia de la fotografía en España. Lunwerg, 1997. ISBN 84-7782-441-X
- Fotografía y sociedad en la España de Franco : fuentes de la memoria III. (1996) Lunwerg ISBN 84-7782-383-9
- Fotografía y sociedad en España, 1900-1939 : fuentes de la memoria II. (1992) Lunwerg ISBN 84-7782-262-X
- Las fuentes de la memoria : fotografía y sociedad en la España del siglo XIX. (1989) Lunwerg , S.L. ISBN 84-7782-067-8
- Retratos de la vida. (1989) Lunwerg , S.L. ISBN 84-7782-075-9
- Crónica de la luz. Fotografía en Castilla-La Mancha. (1984) Ediciones El Viso, S.A. ISBN 84-86022-07-X y ISBN 84-86022-06-1
- Memoria de Madrid. Fotografías de Alfonso. 1984 Sub. Gral. Artes Plásticas ISBN 84-505-0776-6

## Premios
- Premio especial del Ministerio de Cultura (1989, 1997, 2002)
- Gran premio de los encuentros internacionales de fotografía de Arlés (1997)